# Faverelles
Faverelles är en kommun i departementet Loiret i regionen Centre-Val de Loire strax norr Frankrikes mitt. Kommunen ligger i kantonen Briare som tillhör arrondissementet Montargis. År 2022 hade Faverelles 175 invånare.

## Befolkningsutveckling
Antalet invånare i kommunen Faverelles
| Referens: INSEE |